# Spremenljiva pasovna matrika
Spremenljiva pasovna matrika je oblika redke matrike.Uporablja se  za računalniško shranjevanje matrik tako, da se pri tem zmanjšajo zahteve po velikosti spomina v primerjavi s shranjevanjem pasovne matrike.